# Paul Gray
Paul Dedrick Gray (8. dubna 1972 – 24. května 2010), také známý jako #2 nebo "The Pig", byl americký hudebník, nejvíce známý jako baskytarista metalové skupiny Slipknot.

## Biografie
Paul Gray se narodil dne 8. dubna 1972 v Los Angeles ve státě Kalifornie v USA. Později se jeho rodina přestěhovala do Des Moines ve státě Iowa. V mládí, Gray hrál ve skupinách, jako Anal Blast, Vexx, Body Pit a Inveigh Catharsi.
V červnu 2003 Gray narazil svým autem do jiného vozidla. Poté, co byla na místo činu zavolána policie, byl Gray zatčen za držení kokainu, marihuany a užívání drog. Byl odsouzen k jednomu roku nepodmíněně.
V době své smrti byl jedním ze tří původních členů Slipknot zůstávajích v kapele.

## Smrt
Dne 24. května 2010, deník The Des Moines Register ohlásil, že Gray byl nalezen mrtvý v hotelovém pokoji Town Plaza hotel v Urbandale, Iowa. Nalezla ho manželka Brenna, která v době jeho smrti čekala své první dítě. Pitva potvrdila, že se nejednalo o násilný zločin (vraždu) nebo trauma. Příčinou jeho smrti bylo shledáno předávkování morfinem a léky proti bolesti.
Dne 25. května 2010 proběhla tisková konference kapely s uvedením:
| „              | He was kind of the person in the band that really wanted everybody in the band to always get along and just concentrate on the band. He was a really great friend and a really great person. He's going to be sadly missed, and the world is going to be a different place without him. | “ |
| — Shawn Crahan | |   |

| „              | Byl to typ člověka, který toužil po tom, aby spolu všichni členové kapely vycházeli a soustředili se jen na ni. Byl to opravdu skvělý přítel a skutečně skvělý člověk. Bude nám chybět a svět bez něj bude úplně jiným místem. | “ |
| — Shawn Crahan | |   |

## Diskografie

### Slipknot
- 1999: Slipknot
- 2001: Iowa
- 2004: Vol. 3: (The Subliminal Verses)
- 2005: 9.0 Live
- 2008: All Hope Is Gone

### Ostatní vystoupení
- 2005: The All-Star Sessions (Roadrunner United)
- 2007: Worse Than a Fairy Tale (Drop Dead, Gorgeous)
- 2008: "Last Stop: Crappy Town" (Reggie And The Full Effect)
- 2009: "Annual Assault" (Roadrunner Records)

## Filmografie
- 1999: Welcome to Our Neighborhood
- 2002: Disasterpieces
- 2002: Rollerball
- 2006: Voliminal: Inside the Nine
- 2008: Nine: The Making of "All Hope Is Gone"
- 2008: Behind The Player: Paul Gray
- 2009: Of the (sic): Your Nightmares, Our Dreams